# Ürgüp
La ciudad y distrito de Ürgüp se encuentra en Capadocia, una región de Anatolia central, en Turquía. Se encuentra 20 km al este de la ciudad de Nevşehir.
Ürgüp ha tenido varios nombres a lo largo de su historia: Osian, Hagios Prokopios (durante el Imperio bizantino), Bashisar (durante el período Selyúcida), Burgat Kaalesi (durante el Imperio otomano), y finalmente el nombre actual, que conserva desde poco después de la fundación de la República de Turquía. La ciudad posee moradas trogloditas junto a construcciones modernas, además de casas griegas construidas luego del intercambio poblacional de 1923. Es un centro de desarrollo de la industria turística en la región, ya que es usada muchas veces como base para la exploración del valle de Göreme, el caravansaray de Sarıhan y los viñedos de Kızılçukur.
- Datos: Q335010
- Multimedia: Ürgüp / Q335010
- Guía turística: Ürgüp

1. ↑  Worldpostalcodes.org,código postal n.º 50400.